# Вулиця Героїв Чорнобиля (Нікополь)
Вулиця Героїв Чорнобиля — вулиця у Нікополі. Починається від залізниці до Одеської вулиці.

## Перехрестя
- Переспективна вулиця
- вулиця Дружби
- вулиця Самійла Величка
- вулиця Електрометалургів
- вулиця Світла
- Класична вулиця
- вулиця 50 років НЗФ
- вулиця Бориса Мозолевського
- проспект Трубників
- вулиця Трубченка
- вулиця Гончара
- вулиця Петра Калишевського
- вулиця Михайла Грушевського
- Херсонська вулиця
- Слов'янська вулиця
- вулиця Троїцького повстання
- вулиця Гетьмана Сагайдачного
- вулиця Кастуся Калиновського
- вулиця Одеська